# 소스키티아

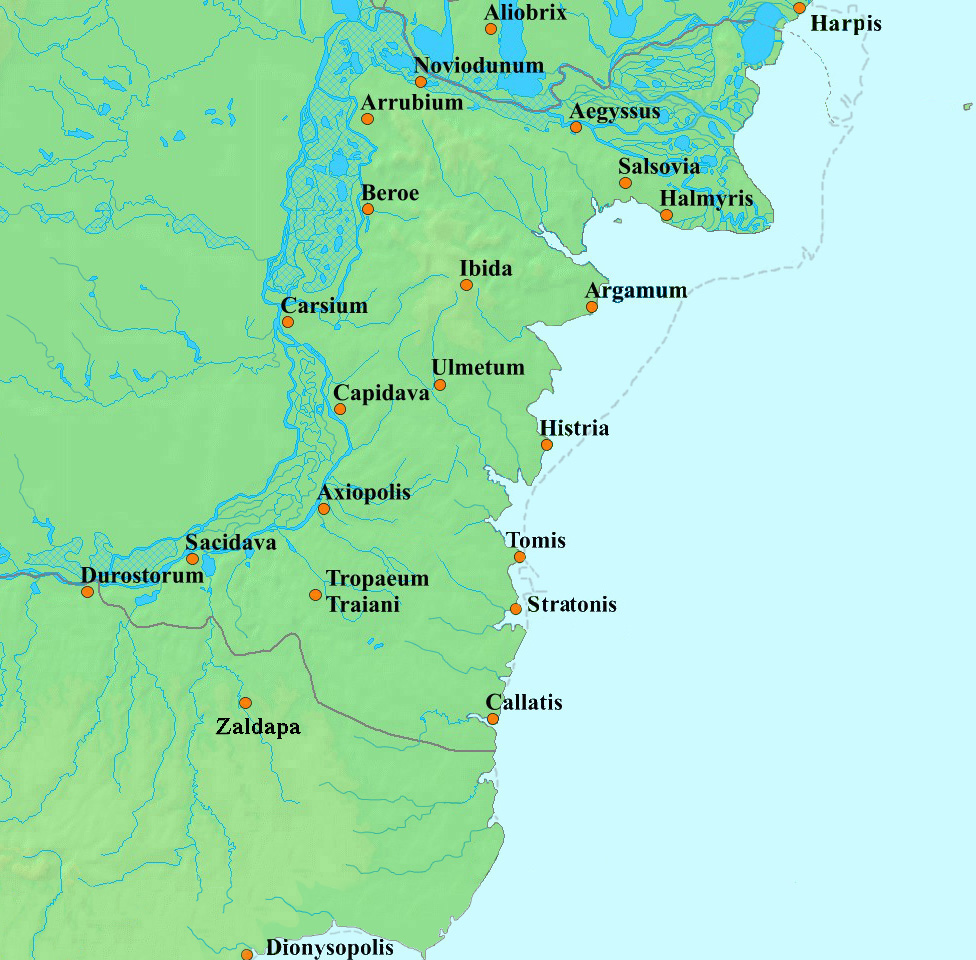
소스키티아의 주요 고대 마을

소스키티아(Μικρά Σκυθία 미크로 스키티아[*])는 고대의 북서쪽으로는 다뉴브강으로 동쪽으로는 흑해 둘러싸인 영역이다. 오늘날의 도브루자에 해당하며 대부분 루마니아에 속하며 불가리아 지역도 있다.
영역의 초기 기술은 헤로도투스의 역사에 나온다. 그는 스키티아로 다뉴브 삼각지의 북쪽에서 시작하는 지역을 나타내었다. 소 스키티아라는 이름은 스트라보의 지오그래피에 나온다.
기원전 7세기까지 여러 그리스 식민지가 흑해 연안에 건설되었고 그리스인은 트라키아인이 거주한다고 보고하였다. 그로부터 게타에(다키)부족이 나왔다. 후의 시기 동안 영역은 켈트와 스키타이의 침입을 받았고 한동안 다키아(다시아) 왕국의 일부였다. 그 후 로마 제국에 의해 정복되어 모에시아 속주의 일부가 되었다.